# Callochiton klemi
Callochiton klemi is een keverslakkensoort uit de familie van de Callochitonidae. De wetenschappelijke naam van de soort is voor het eerst geldig gepubliceerd in 1926 door Ashby.